# Lactobacillus collinoides
Lactobacillus collinoides è una specie di batterio appartenente alla famiglia delle Lactobacillaceae.